# 過海隧道巴士P968線
過海隧道巴士P968線是香港一條過海巴士路線，由九龍巴士（一九三三）有限公司營運，於2021年7月18日投入服務，來往元朗（西）及銅鑼灣（天后）。路線取道三號幹線，沿途在元朗大馬路、上環、中環、金鐘及灣仔設中途站，全程收費為$38.3，為元朗區乘客提供豪華過海隧道巴士服務。

## 歷史
時任運輸署署長楊何蓓茵於2017年5月到訪屯門區議會時，有區議員反映長途巴士路線在屯門公路或青山公路行駛時，企位乘客的安全問題；楊何蓓茵回應指，若巴士不設企位，票價難免需要增加。一個月後，運輸及房屋局在《公共交通策略研究》中提及改善專營巴士服務，顧問公司曾就長途專營巴士新型服務收集乘客意見，發現乘客普遍認為新服務應具備旅程較舒適（如座位較寬敞和不設企位）、服務較快捷（如停站較少及取道快速公路）和是車廂內配備更多設施（如無線上網服務及充電裝置等）的特點，遂建議在繁忙時間開辦不設企位、停站較少及與車廂配備更全面的長途豪華巴士服務。時任行政長官梁振英在2017年10月發表《施政報告》時進一步確立將會試辦長途豪華巴士服務。
運輸署在《2018－2019年度屯門區巴士路線計劃》中表示，接獲九巴提交開辦兩條過海豪華巴士線的建議，包括來往屯門及灣仔北的P960線，及來往元朗西及天后的P968線（即此路線），預計最快於2018年第四季至2019年首季開辦。當中此路線計劃往返元朗（西）至銅鑼灣（天后），走線與968線相約，惟往港島方向改經夏愨道及告士打道，不經968線途經的金鐘道、軒尼詩道及怡和街，沿線巴士站比968線為少，每日早上設特別班次由朗屏站開出，初步建議收費為$35.1，較968線當時的收費$23.4高出一半。建議出爐後，元朗區議會擔心開辦此線會影響原有968線的班次，令乘客為趕上班而只好乘搭較昂貴的巴士服務，認為運輸署應考慮將開辦此線的資源用於增加968線的班次，又認為此路線建議收費過高，要求下調票價。
經過多年籌備，九巴最終宣佈此路線於2021年7月18日投入服務，成為首批新一代豪華巴士路線。P968線投入服務初期並不接受九巴月票，相關乘客需繳付正常車資，九巴於2021年8月9日起為乘搭此線而又持有九巴月票的乘客提供優惠，他們可以「升級體驗價」（正價二七折）乘搭此線，乘客於登車時先繳付正常車資，然後於乘車後10－30個工作天透過八達通流動應用程式或前往八達通服務站領取車費差額，直至2023年12月31日。
2022年2月4日，此路線臨時提早往元朗尾班車開出時間為22:30，同年2月11日更臨時縮減至只於星期一至五上午及下午繁忙時間服務。在2019冠狀病毒病第五波疫情下，運輸署在考慮九巴的車長缺勤情況、各條路線的載客率及可供乘客使用的替代公共交通服務後，安排此路線於同年3月4日起暫停服務，直至同年5月3日才恢復星期一至五上午及下午繁忙時間服務，7月11起再恢復更多班次，但班次並沒有回復以往的水平。2023年11月20日起，此線往元朗（西）方向位於青山公路－元朗段近形點I之分站前移至元點對面。2024年5月1日起，此路線永久改為只於星期一至五上午及下午繁忙時間服務。

## 服務時間及班次
P968線現時只於星期一至五（公眾假期除外）上午及下午繁忙時間分別提供去程及回程服務，列表如下，當中09:00前往港島方向的班次以朗屏站為起點，其餘往港島方向的班次則以元朗（西）為起點：
| 元朗開 （星期一至五） | 元朗開 （星期一至五） | 銅鑼灣（天后）開 （星期一至五） | 銅鑼灣（天后）開 （星期一至五） |
| 服務時間              | 班次（分鐘）          | 服務時間                        | 班次（分鐘）                    |
| --------------------- | --------------------- | ------------------------------- | ------------------------------- |
| 06:50－07:30          | 20                    | 16:15                           | 16:15                           |
| 07:30－08:30          | 30                    | 16:55－18:55                    | 30                              |
| 09:30、10:30          | 09:30、10:30          | 18:55－20:15                    | 40                              |
|                       |                       | 21:15                           |                                 |

## 收費
P968線全程收費為$38.3，並設有12歲以下小童及65歲或以上長者半價優惠，惟60歲－64歲香港居民、65歲或以上長者與合資格殘疾人士並不能受惠於長者及合資格殘疾人士公共交通票價優惠計劃。乘客登車時需以現金或八達通卡繳付車資，不設找贖；而每位成人乘客可免費帶同最多兩名四歲以下而且不佔座位的兒童乘車。此外，乘客亦可透過多元化電子支付系統（e度嘟）繳付車資，乘客使用此付款方式不能享有與非九巴／龍運路線之轉乘優惠，亦不能享有「公共交通費用補貼計劃」。而由九巴發出之免費乘車證（職員證、家屬證及退休證）亦不適用於此路線。
P968線沿途單向分段收費如下：
| 上車地點＼落車地點 | 銅鑼灣（天后） | 元朗（西） |
| ------------------ | -------------- | ---------- |
| 西隧轉車站         | $16.2          | $28.4      |
| 港澳碼頭起         | $9.6           | 不適用     |
| 大欖隧道轉車站     | 不適用         | $16.7      |
| 元點起             | $7.2           |            |

### 八達通轉乘優惠
P968線和各條由進智公交營辦的香港島專線小巴路線設轉乘優惠，乘客如乘搭此線轉乘相關專線小巴路線，或由相關專線小巴路線轉乘此線往屯門方向，第二程可享$1車資優惠，優惠只適用於使用成人或「學生身份」個人八達通繳付車資的乘客。
此外，P968線和各條由香港電車營辦的路線設轉乘優惠，乘客如以八達通乘搭此線轉乘電車路線，或由電車路線轉乘此線往屯門方向，可豁免電車路線的車資，優惠並不適用於已受惠於長者及合資格殘疾人士公共交通票價優惠計劃或電車全景遊及派對電車的乘客。

## 用車
P968線獲派配置Wright Eclipse Gemini 3車身的富豪B8L 12米豪華版作固定用車，相關巴士車隊編號為「V6P」，採用歐盟六型環保引擎，並配備最新的安全裝置，包括駕駛輔助系統、車長倦意提示系統、GreenRoad車長駕駛反饋系統等；而車廂則設有較舒適且全配備安全帶的座椅、窗簾、USB充電裝置及提供免費無線上網服務，同時不設企位。這批豪華巴士原屬龍運巴士新購置的車隊，並在2019年抵港，原擬作機場巴士路線的用車，但在2020年，香港受2019冠狀病毒病疫情影響，導致航班升降大幅減少，往返機場客量大跌而且預計未能在短時間內恢復，導致該批用車一直未能出牌，最終龍運決定把相關巴士轉予九巴，用作行駛新型長途豪華巴士路線。
2021年11月，龍運巴士把旗下一輛Enviro500 MMC 12.8米豪華巴士（車隊編號1549）暫借予九巴，經翻噴九巴車身色彩後便於2022年1月起用作行走此線，並獲配新車隊編號為「E5L1」，惟該車於2023年3月起返回龍運巴士服務。2022年，九巴訂購一批配置Wright Eclipse Gemini 3車身的富豪B8L 12.8米豪華巴士，車隊編號為「V6PX」，並於同年12月起加入此線。2021年11月，九巴把此線用車的免費無線上網服務升級為5G無線上網服務，並在巴士下層後排位置增設無線充電器，方便乘客即使沒有攜帶充電線亦可在車生上為手提電話充電。
當所有豪華巴士均未能提供服務時，九巴會安排只有86個座位的富豪B8L 12米（指定車隊編號V6B188－200）作替代用車。而在任何情況下，所有行走此線的用車若坐滿所有座位，便不會再供乘客登車。

## 行車路線

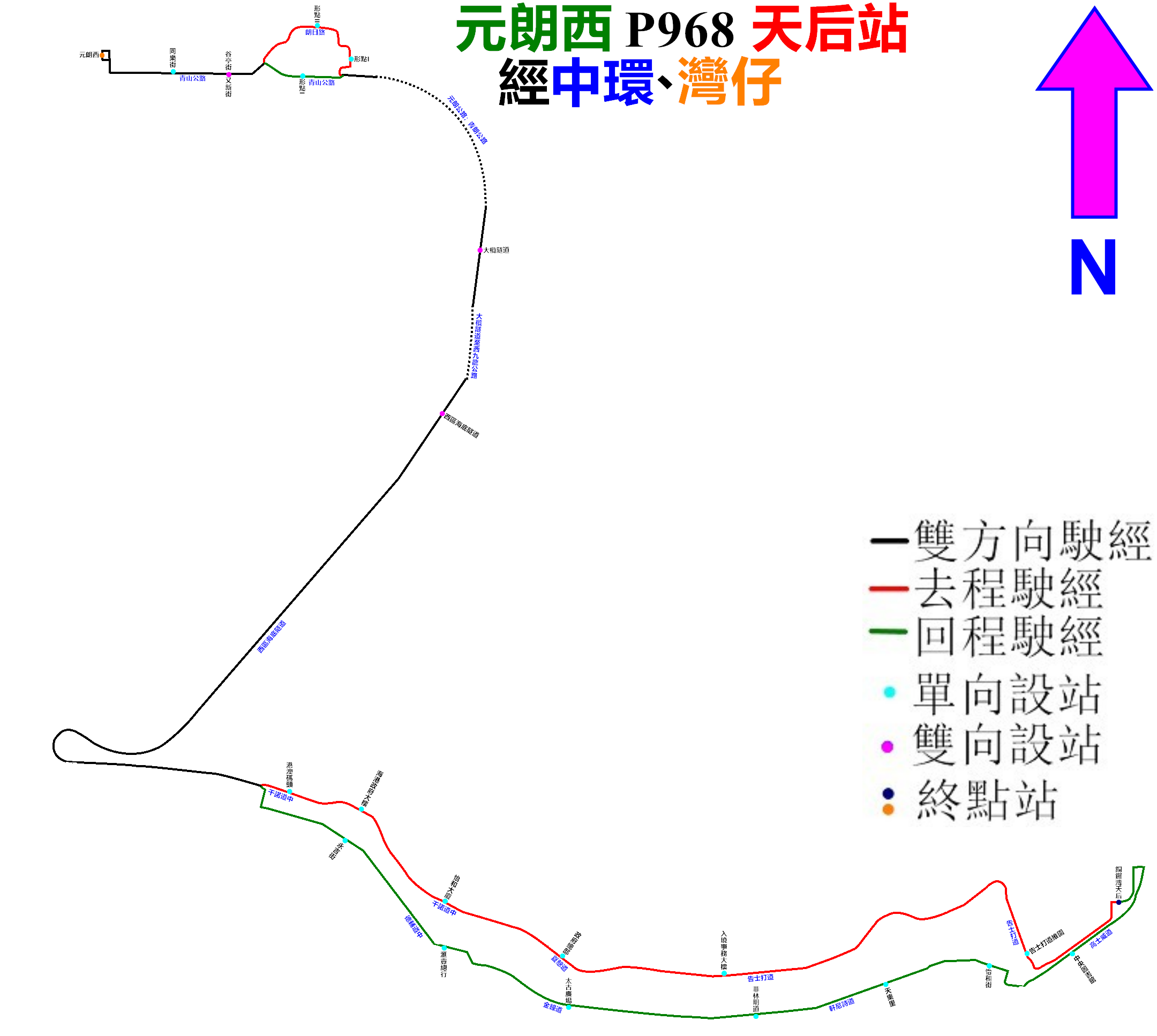
P968的走線圖

P968線由元朗（西）開出之常規班次途經擊壤路、青山公路－元朗段、朗日路、形點交通交匯處、朗日路、青山公路－元朗段、博愛交匯處、元朗公路、青朗公路、青衣西北交匯處、長青公路、長青隧道、青葵公路、西九龍公路、西區海底隧道、干諾道西、干諾道中、民吉街、統一碼頭道、民吉街、干諾道中、夏愨道、告士打道、維園道、銅鑼灣行車天橋、告士打道、高士威道及興發街；由朗屏站開出之特別班次途經科業街、宏業西街、富業街、宏樂街、福喜街、朗屏邨巴士總站、朗屏路、鳳池路、屏會街、元朗安寧路及媽廟路後，返回青山公路－元朗和常規班次之原有路線；由銅鑼灣（天后）開出之班次途經英皇道、銀幕街、琉璃街、英皇道、高士威道、伊榮街、邊寧頓街、怡和街、軒尼詩道、金鐘道、德輔道中、摩利臣街、干諾道中、干諾道西、西區海底隧道、西九龍公路、青葵公路、長青隧道、長青公路、青衣西北交匯處、青朗公路、元朗公路、博愛交匯處、青山公路－元朗段及擊壤路，具體停站請參考資訊框。

## 反應
在路線開辦首天，有巴士迷特意在當天前往元朗試乘此線，並在路線投入服務前的一晚抵達朗屏站等待此路線去程的頭班車。一星期後，有傳媒在元朗（西）巴士總站視察，發現此線每班車皆不足10人在車站登車，大部分皆為年青人，有居民期望此線乘客較少，以較高車費換取較舒服的乘客空間，但亦有居民表示對此線不感興趣，認為收費過高，並指元朗區居民普遍收入較低，質疑居民是否真的會多付車資乘搭此線。對於有乘客擔心，九巴會削減相類似路線巴士班次，以鼓勵更多人搭較貴的此線，九巴表示，新線與原有路線無關，只是為上班一族提供多一個選擇。
此外，此線甫投入服務首天已出現普通空調巴士行駛，但仍向乘客收取豪華巴士車費。九巴解釋有時可能因塞車、機件故障等，需安排後備巴士或其他款式巴士行走豪華巴士路線，但強調該款車的「legroom（腿部空間）」仍較其他巴士寬敞。
2021年11月，運輸署向元朗區議會透露此路線往元朗方向在繁忙時間的客量達100%，乘客大多使用九巴月票；惟非繁忙時間載客率只有20－30%。

### 書籍
- 陳自瑜. . 北嶺國際. 2022-07: 70-71. ISBN 9789629200527 （中文（香港））.
- 龔家豪. . 新尚線出版. 2022-02: 15, 44, 146-149. ISBN 9789887862345 （中文（香港））.

### 其他參考資料
1. 1 2 3 4 5  . 九龍巴士（一九三三）有限公司.   [2022-11-09]. （原始内容存档于2022-07-03） （中文（香港））.
2. ↑   (PDF). 屯門區議會秘書處. 2017-06-06  [2022-11-10]. （原始内容存档 (PDF)于2022-11-09） （中文（香港））.
3. ↑   (PDF). 香港特別行政區政府運輸及房屋局政策文件. 2017-11-13  [2022-11-10]. （原始内容存档 (PDF)于2022-11-09） （中文（香港））.
4. ↑  . 香港特別行政區政府. 2017-10-11: 212段  [2022-11-10]. （原始内容存档于2022-09-10） （中文（香港））.
5. ↑   (PDF). 運輸署. 2017-12  [2018-05-02]. （原始内容 (PDF)存档于2021-04-27） （中文（香港））.
6. ↑  . 香港01.   [2022-07-25]. （原始内容存档于2022-06-12） （中文（香港））.
7. ↑  . 明報.   [2018-05-02]. （原始内容存档于2018-05-03） （中文（香港））.
8. ↑  李月民議員, MH、趙秀嫻議員, MH、馬淑燕議員、蕭浪嗚議員、郭慶平議員、湛家雄議員, BBS, MH, JP、黃卓健議員.  (PDF). 元朗區議會交通及運輸委員會巴士服務工作小組文件2018／第17號. 2018-01-03  [2022-11-14]. （原始内容存档 (PDF)于2022-11-14） （中文（香港））.
9. ↑   (PDF). 元朗區議會秘書處. 2018-02  [2022-11-14]. （原始内容存档 (PDF)于2021-11-29） （中文（香港））.
10. ↑   (PDF). 運輸署. 2021-07-12  [2022-11-10]. （原始内容存档 (PDF)于2022-06-26） （中文（香港））.
11. ↑  . 九龍巴士（一九三三）有限公司. 2021-07-12  [2022-11-10]. （原始内容存档于2022-11-05） （中文（香港））.
12. ↑  . 九龍巴士（一九三三）有限公司. 2021-08-06  [2023-09-07]. （原始内容存档于2022-12-03） （中文（香港））.
13. ↑   (PDF). 九龍巴士（一九三三）有限公司.   [2023-09-07]. （原始内容存档 (PDF)于2023-08-29） （中文（香港））.
14. ↑   (PDF). 九龍巴士（一九三三）有限公司.   [2022-01-31]. （原始内容 (PDF)存档于2022-02-01） （中文（香港））.
15. ↑   (PDF).   [2022-02-11]. （原始内容 (PDF)存档于2022-02-14） （中文（香港））.
16. ↑  . 香港01.   [2022-03-02]. （原始内容存档于2022-07-21） （中文（香港））.
17. ↑   (PDF). 九龍巴士（一九三三）有限公司.   [2022-11-13]. （原始内容存档 (PDF)于2022-11-02） （中文（香港））.
18. ↑   (PDF). 九龍巴士（一九三三）有限公司.   [2022-11-13]. （原始内容存档 (PDF)于2022-05-02） （中文（香港））.
19. ↑   (PDF). 九龍巴士（一九三三）有限公司.   [2023-09-02]. （原始内容存档 (PDF)于2022-07-09） （中文（香港））.
20. ↑  . 運輸署. 2023-11-13  [2023-11-13]. （原始内容存档于2023-11-13） （中文（香港））.
21. ↑   (PDF). 九龍巴士（一九三三）有限公司.   [2023-11-15]. （原始内容存档 (PDF)于2023-11-14） （中文（香港））.
22. ↑   (PDF). 九龍巴士（一九三三）有限公司. 2024-04  [2024-04-29]. （原始内容存档 (PDF)于2024-11-13） （中文（香港））.
23. 1 2  . 九龍巴士（一九三三）有限公司.   [2022-10-02]. （原始内容存档于2022-09-30） （中文（香港））.
24. ↑  . 勞工及福利局.   [2022-11-09]. （原始内容存档于2021-08-21） （中文（香港））.
25. 1 2  . 九龍巴士（一九三三）有限公司.   [2022-10-02]. （原始内容存档于2022-10-02） （中文（香港））.
26. ↑  . 九龍巴士（一九三三）有限公司. 2021-11-05  [2022-11-10]. （原始内容存档于2022-11-05） （中文（香港））.
27. ↑  . 東方日報. 2021-07-22  [2022-11-10]. （原始内容存档于2022-11-09） （中文（香港））.
28. ↑  . 九龍巴士（一九三三）有限公司.   [2023-07-17]. （原始内容存档于2023-06-08） （中文（香港））.
29. ↑   (PDF). 九龍巴士（一九三三）有限公司.   [2022-11-10]. （原始内容存档 (PDF)于2022-07-27） （中文（香港））.
30. 1 2 3 4  龔家豪. . 新尚線出版. 2022-02: 15, 44, 146-149. ISBN 9789887862345 （中文（香港））.
31. ↑  . 晴報. 2021-07-13  [2022-11-10]. （原始内容存档于2022-11-12） （中文（香港））.
32. ↑  陳志華, 李健信. . 中華書局. 2021-07: 371-372. ISBN 9789888759088 （中文（香港））.
33. ↑  容偉釗. . BSI HOBBIES(HK). 2021-07: 80. ISBN 9628414798.
34. ↑  容偉釗. . BSI HOBBIES(HK). 2023-07. ISBN 9628414232.
35. ↑  龔家豪. . 新尚線出版. 2023-02: 17-38. ISBN 9789887862369 （中文（香港））.
36. ↑  . 九龍巴士（一九三三）有限公司. 2021-11-11  [2023-09-10]. （原始内容存档于2022-12-31） （中文（香港））.
37. ↑  . 星島日報. 2021-07-18  [2022-11-14]. （原始内容存档于2022-11-14） （中文（香港））.
38. 1 2 3   (PDF). 2022年第118號法律公告. 2022-05-27  [2022-10-12]. （原始内容存档 (PDF)于2022-09-06） （中文（香港））.
39. ↑  . 香港01. 2021-07-18  [2022-11-13]. （原始内容存档于2022-11-12） （中文（香港））.
40. ↑  . 獨立媒體. 2021-07-26  [2022-11-13]. （原始内容存档于2022-09-28） （中文（香港））.
41. ↑  . 星島日報. 2021-07-19  [2022-11-10]. （原始内容存档于2022-11-12） （中文（香港））.
42. ↑  . 香港01. 2021-07-19  [2022-06-12]. （原始内容存档于2022-11-10） （中文（香港））.
43. ↑   (PDF). 元朗區議會秘書處. 2021-11: 第11(2)點  [2022-11-13]. （原始内容存档 (PDF)于2022-11-13） （中文（香港））.